# Shuangpengxi (sockenhuvudort i Kina, Qinghai Sheng, lat 35,56, long 102,20)
Shuangpengxi är en sockenhuvudort i Kina. Den ligger i provinsen Qinghai, i den nordvästra delen av landet, omkring 130 kilometer söder om provinshuvudstaden Xining. Antalet invånare är 3 276. Befolkningen består av 1 694 kvinnor och 1 582 män. Barn under 15 år utgör 23,0 %, vuxna 15-64 år 65 %, och äldre över 65 år 10,0 %.
Runt Shuangpengxi är det ganska glesbefolkat, med 25 invånare per kvadratkilometer. Närmaste större samhälle är Bao'an, 13,3 km nordväst om Shuangpengxi. Trakten runt Shuangpengxi består i huvudsak av gräsmarker.
Genomsnittlig årsnederbörd är 574 millimeter. Den regnigaste månaden är juli, med i genomsnitt 144 mm nederbörd, och den torraste är december, med 2 mm nederbörd.